# ریاض نوری (بازیکن فوتبال، زاده ۱۹۸۵)
ریاض نوری (انگلیسی: Riad Nouri؛ زادهٔ ۷ ژوئن ۱۹۸۵) بازیکن فوتبال اهل فرانسه است.
از باشگاه‌هایی که در آن بازی کرده‌است می‌توان به باشگاه فوتبال آژاکسیو، باشگاه فوتبال لو آور، و باشگاه فوتبال نیم المپیک اشاره کرد.